# Notació per a gamelan
La notació Kepatihan és un tipus de notació musical numèrica d'Indonèsia creada per anotar peces musicals per a gamelan. La notació musical té un paper menor en la tradició de la música per a gamelan d'Indonèsia, que és predominantment de transmissió oral. Tot i això, hi ha constància de diversos sistemes de notació per a gamelan que daten de finals del segle xix a les illes de Java i Bali. Inicialment, aquest sistemes tenien una funció archivística, tot i que ara s'utilitzen també per a altres fins, per exemple com a eina per a la composició.

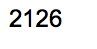
Exemple de melodia curta en mode Slendro, anotada utilitzant la notació Kepatihan.

### Història
El sistema es va idear als voltants de l'any 1900 al complex del Gran Visir (Kepatihan) a Surakarta. En la seva concepció es va basar en el sistema Galin-Paris-Chevé, importat per missioners cristians durant el segle xix per anotar himnes. Va desbancar diversos sistemes de notació d'origen Javanès que havien aparegut a la mateixa època.
Fins al dia d'avui, s'ha discutit el valor i la utilitat d'aquesta notació. Amb el Kepatihan se sol anotar només la línia melòdica de base (o balungan), sense representar la àmplia gamma de tècniques d'improvisació que s'hi elaboren a sobre. La possibilitat d'anotar aquesta informació ha estat un tema de debat a la Indonèsia moderna.

### Notació
Els set tons del sistema d'afinació pelog s'indiquen amb els números 1 - 7. L'escala slendro de cinc tons que se'n deriva s'anota amb els números corresponents als tons originals: 1, 2, 3, 5 i 6. Les diferents octaves s'indiquen afegint punts a sobre o a sota del número, d'una manera similar al jianpu xinès. Un punt a la part superior indica l'octava superior, mentre un punt a la part inferior indica l'octava inferior.
Per defecte, s'assumeix que totes les notes del kepatihan tenen la mateixa durada. Les desviacions d'aquesta regularitat temporal s'anoten de dues maneres diferents: línies sobre les notes indiquen la meitat de la durada estàndard. Un punt situat a la posició on hi hauria la següent nota representa que el so de la nota actual s'allarga en la mesura indicada. En notació per a veu, un cercle buit representa un silenci. Les parts instrumentals no contenen indicacions de silenci perquè no forma part de la tècnica instrumental. Son necessaris altres símbols per a indicacions específiques d'alguns instruments; per exemple, els melismes o les indicacions d'arc per als instruments de corda fregada s'indiquen amb línies de lligadura a sobre o a sota dels números. Els atacs dels instruments colotòmics s'indiquen amb signes diacrítics a sobre o al voltant dels números del kepatihan. Un exemple de símbols per a aquest últim cas seria: un cercle per al gong ageng, un parèntesi per al gong suwukan, el símbol ^ per al kenong, ˇ per al kempul, + per al ketuk, i – per al kempyang. Algunes o totes aquestes indicacions es podrien obviar, ja que els esdeveniments musicals associats es podrien derivar de la forma musical de l'obra (bentuk).
Normalment, aquesta notació només s'utilitza per anotar el balungan (la melodia central que solen interpretar els sarons) i el gerongan (parts corals). Tot i així, per raons pedagògiques també es poden anotar la contribució d'altres instruments com les fórmules melòdiques sekaran i cengkok per als instruments panerusan.

## Altres sistemes
L'explicació de dalt és vàlida per a música del centre de Java. En música sundanesa de l'oest de Java, el sistema s'utilitza amb la numeració inversa: l'1 representa la nota més aguda enlloc de la més greu; a més, un punt situat a la part superior del número indica la interpretació de la mateixa nota en octava baixa. Un punt a sota del número indica l'octava superior.

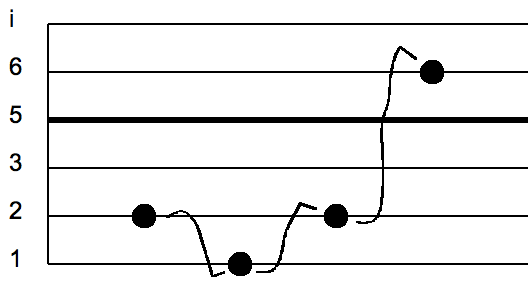
Un fragment anotat amb el mètode de Surakarta.

### Surakarta

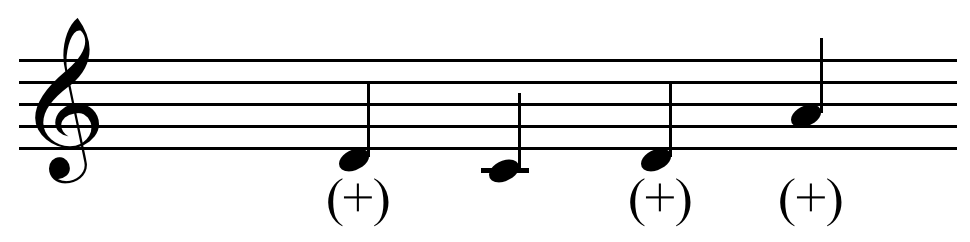
El mateix fragment anotat aproximadament utilitzant notació occidental

Una partitura solonesa també inclou la representació del ritmes de tempo flexible del pesinden amb gargots sobre la notació horitzontal.

### Yogyakarta

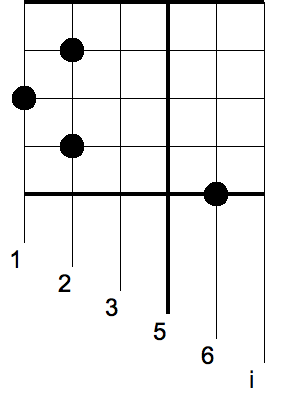
El mateix fragment anotat amb el sistema de notació de Yogyakarta, també anomenat "notació quadriculada

A Yogyakarta s'utilitza una reixeta amb línies verticals que indiquen la nota de l'escala. La melodia del balungan s'anota amb punts sobre aquestes línies i també s'hi poden incloure tocs de tambor importants.

## A occident
La notació Kepatihan s'utilitza àmpliament en estudis etnomusicològics sobre gamelan. Aquests estudis a vegades inclouen transcripcions fetes en notació musical occidental en un mapping aproximat de les relacions intervàl·liques de l'escala slendro respecte el sistema de temperament igual. En aquestes aproximacions també s'utilitzen símbols de microtonalitat.
Hi ha debat sobre els avantatges i inconvenients de cada sistema. La notació occidental és incompatible amb el fet que la polsació més important d'un cicle en música per a gamelan sol ser l'última (i no la primera, com en la música occidental). Això fa que el kepatihan sigui més indicat per anotar música per a gamelan, tot i que l'ús de guions alts (provinents originalment del sistema Galin-Paris-Chevé) segueix representant limitacions pràctiques.